# Juan José Llorente
Juan José Llorente (¿?, siglo XVIII - Logroño, antes del 12 de junio de 1794) fue un arpista, organista, compositor y maestro de capilla español.

## Vida
Se desconoce el origen del maestro Llorente y su formación musical. Las primeras noticias que se tienen de él son de su participación en las oposiciones al magisterio de la Colegiata de Logroño, «La Redonda».
Tras el fallecimiento del maestro José Arbeo en diciembre de 1748, el cargo de maestro de capilla había quedado vacante. De forma interina, se nombró a Manuel Ladrón de Guevara para ejercer la función, hasta 1749, cuando se celebraron las oposiciones. En las oposiciones Llorente se enfrentó a Miguel Jimeno, que a pesar de tener mérito en composición y órgano, no llegó a superar las habilidades de Llorente: «por ser de más manejo en el órgano, más hábil y hecho en la composición y bastante en el arpa». Jimeno no tenía manejo en el arpa y a pesar de que el instrumento estaba en franca decadencia, había sido fundamental en la música litúrgica barroca en España. La victoria de Llorente en las oposiciones tuvo como consecuencia la pervivencia del instrumento en la música religiosa logroñesa.
Llorente fue nombrado maestro de capilla de la Colegiata de Logroño con un salario de 200 ducados. Entre sus obligaciones, se le encargó de la enseñanza de canto llano y de órgano a los infantes del coro, incluso «cuando estén de muda». Parece ser que Llorente también daba clases particulares —es de suponer que de música— a señoritas, por lo que ganó 780 reales.
También debía evaluar las oposiciones de diferentes músicos que debían ser contratados por la capilla. Su fama fue lo bastante importante para ser llamado a juzgar las oposiciones en otras iglesias y catedrales. Así, en 1763 participó en el jurado para las oposiciones al magisterio de la Catedral de Santo Domingo de la Calzada, que había quedado vacante tras el fallecimiento de Andrés de Bas. Acabó ganando el cargo Diego Pérez del Camino y a Llorente se le entregaron 97 reales como ayuda de costa por su trabajo. En 1772 fue invitado a participar como jurado en las oposiciones al magisterio de la Colegiata de Soria, invitación que tuvo que rechazar por enfermedad. En cambio la invitación de 1781 si pudo aceptarla y calificó los ejercicios de Miguel Antonino Osanz y Juan Lorenzo Muñoz Sánchez, cuyas arias y salmos fueron enviados a Logroño para que fuesen evaluadas por el maestro, inclinándose el cabildo por el primero de los candidatos.
Tuvo algunos problemas con algunos miembros de la capilla de música, tal como relatan las actas capitulares. En numerosas ocasiones solicitó que se amonestara a algunos músicos y en 1770 acusó a algunos miembros de la capilla de música de «pretender arrebatarle su puesto, incluida la enseñanza de los tiples». El cabildo dio la razón al maestro y lo ratificó en sus funciones.
Se desconoce la fecha de fallecimiento de Llorente. Se sabe que el 12 de junio de 1794 su esposa escribió un memorial al cabildo solicitando que se le concediera algo en viudedad en recuerdo de los muchos y buenos servicios que había realizado su marido. El cabildo le concedió dos reales diarios. El hecho indica que el maestro debió fallecer poco antes de esta fecha.
Le sucedería en el cargo Julián Prieto, que solo permaneció unos meses, renunciando en 1794, siendo sustituido a su vez por Mateo Albéniz.

## Obra
No se conservan obras de Llorente. Solo se conservan una serie de letras que fueron musicadas por el maestro: Letras que se han de cantar en la Insigne Colegial de la ciudad de Logroño, en la Misa de gracias, que esta celebra el Domingo veinte y tres del corriente; y por la noche las de Lunes y Martes siguientes en la Casa del Ayuntamiento al tiempo de la Iluminación, con el plausible motivo del feliz alumbramiento de la PRINCESA NUESTRA SEÑORA, y de la paz, puestas en Musica por D. Juan Josef Llorente, Maestro de Capilla en dicha Insigne Iglesia Colegiata.